# Aquatics Centre
L'Aquatics Centre est un centre aquatique situé dans le Parc olympique de Stratford à Londres, conçu par l'architecte anglo-irakienne Zaha Hadid, pour les Jeux olympiques d'été de 2012 à Londres, dévoilé fin 2008 et inauguré en 2011.
Ce centre aquatique remplace les piscines du Crystal Palace National Sports Centre situées au sud de Londres en tant qu'équipement leader des sports aquatiques de la capitale britannique.

## Construction
La construction a commencé le 17 juillet 2008, soit 2 mois d'avance par rapport au calendrier et devrait être achevé en 2011 par le cabinet de construction Balfour Beatty.
Le 1er décembre 2005, Zaha Hadid a été chargée de réviser ses conceptions après changement spécifique qui a entraîné un doublement des coûts estimé à 75 millions de livres sterling. Les plans modifiés ont été dévoilés le 27 novembre 2006. Bien que sa conception générale a été conservée et bien qu'il sera toujours en mesure d'accueillir 17 500 spectateurs, le Centre de natation est désormais plus petit et moins coûteux que prévu.

## Conception
L'Aquatics Centre est un batiment de 36 875 m2, qui comporte :
- deux bassins de 50 m, dont un pour les épreuves de natation,
- un bassin de 25 m surplombé par six plongeoirs (pour les épreuves de plongeon).

Sa capacité d'accueil durant les épreuves Olympiques et Paralympiques est de 17 500 spectateurs.

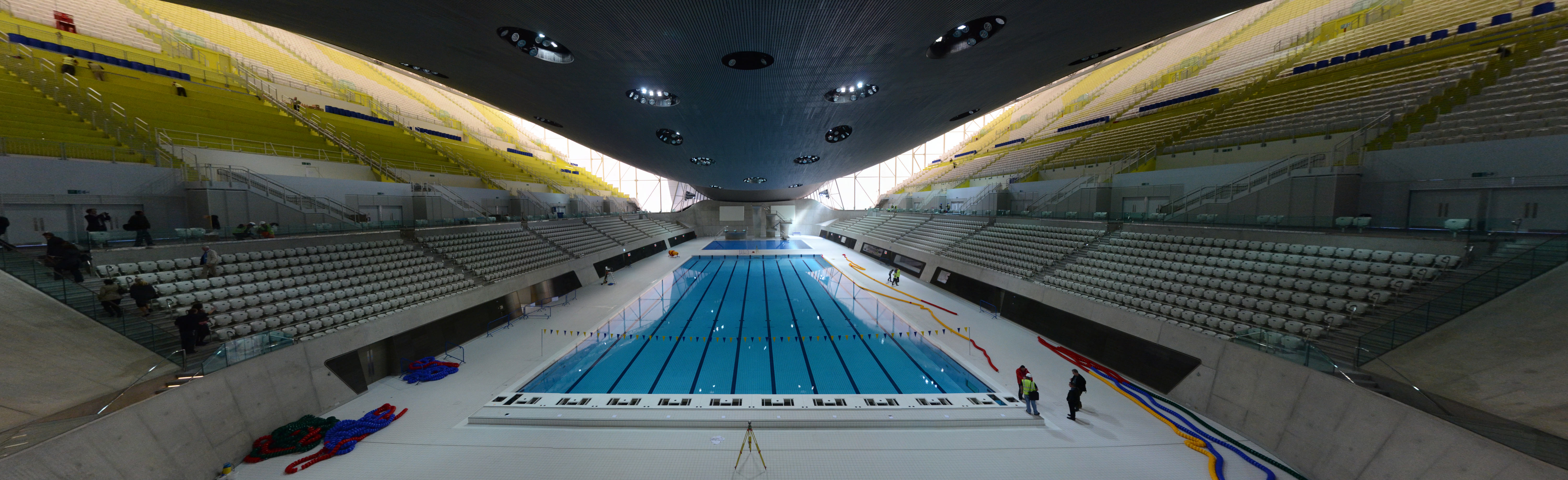
Panorama de l'intérieur de l'Aquatics Centre (avril 2012)

### Reconversion post-olympique

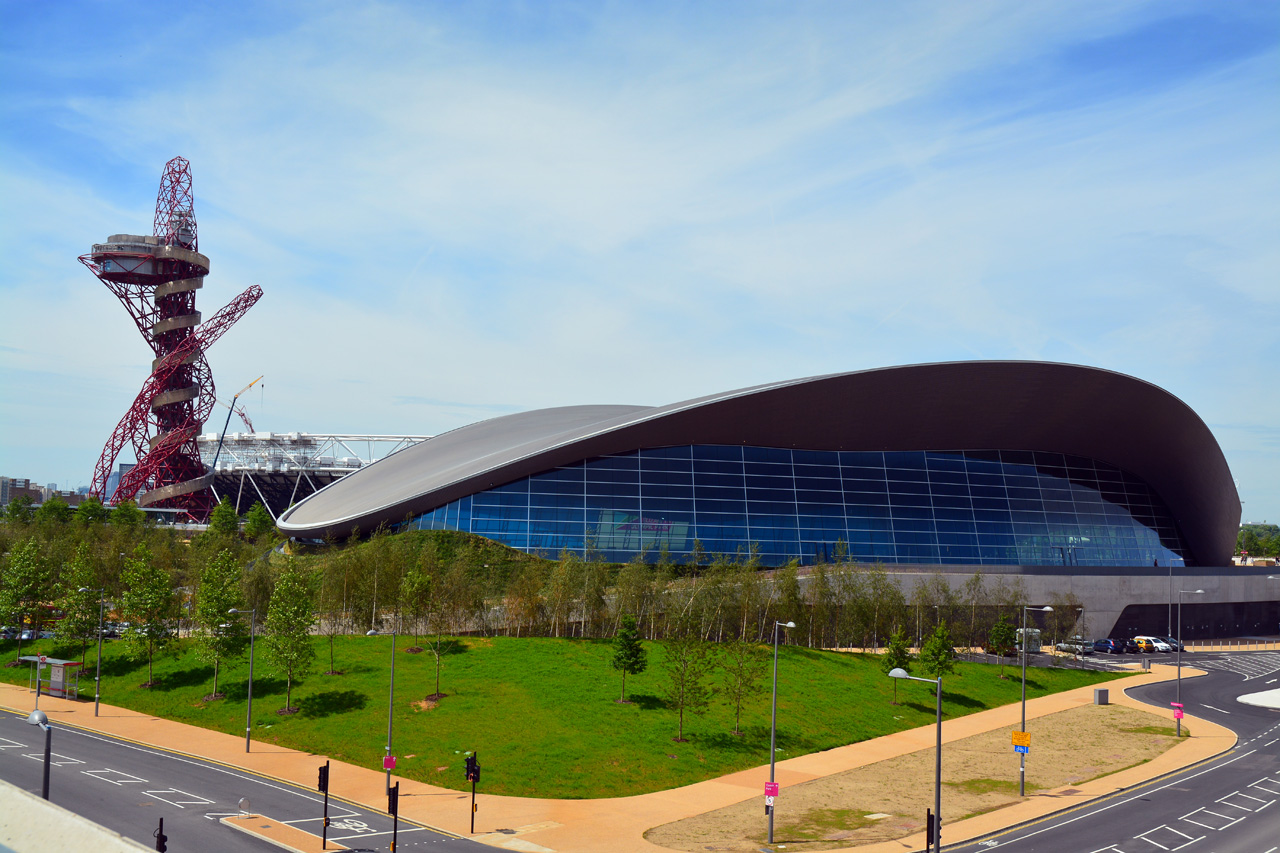
L'Aquatics Centre transformé après les jeux.

Afin d'assurer un héritage à long terme, sa capacité est réduite à 2 500 spectateurs à l'issue des Jeux Paralympiques, par la suppression des deux tribunes provisoires situées dans les deux ailes du bâtiment, remplacées par des baies vitrées.

## Water Polo Arena

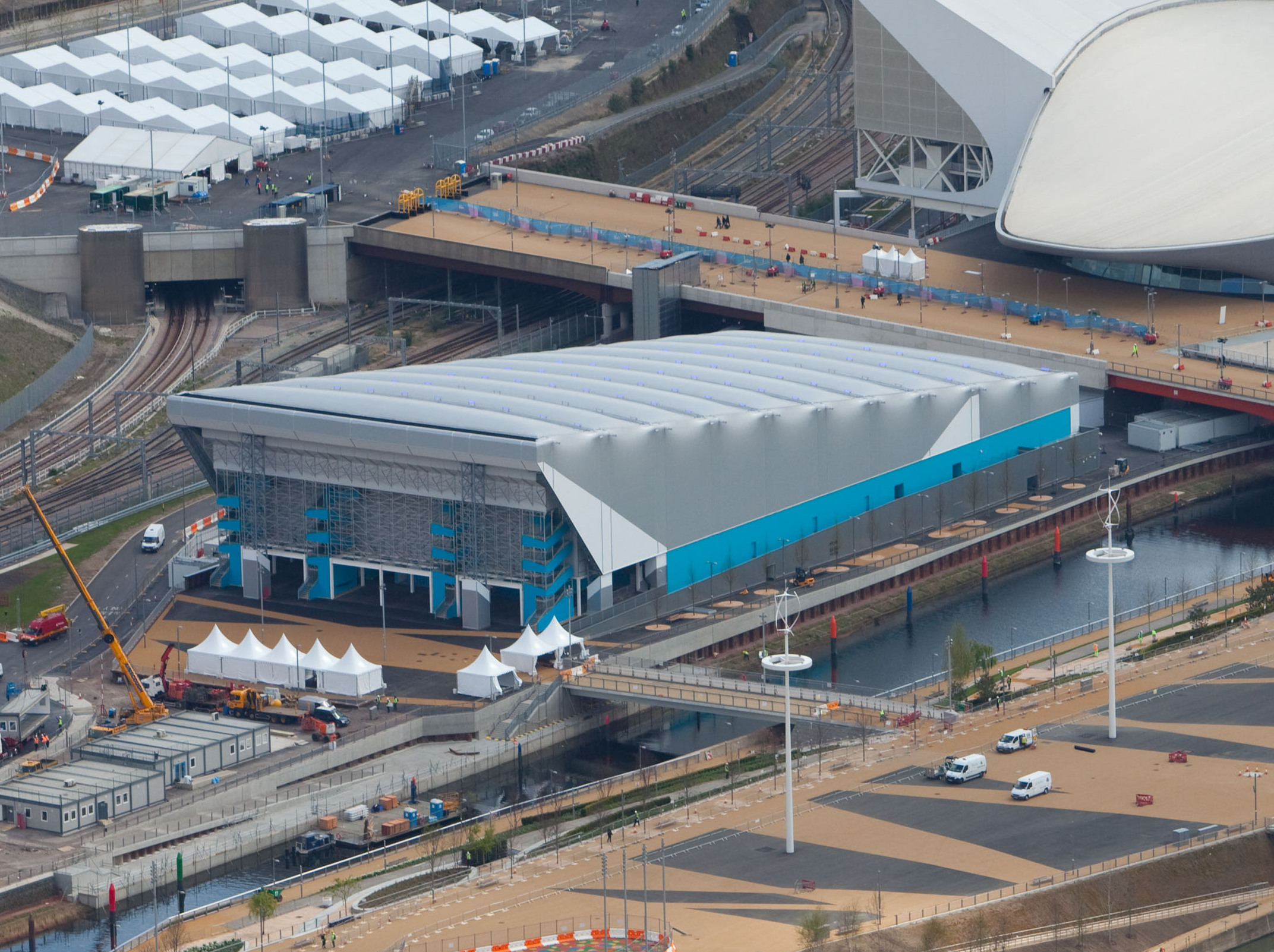
Water Polo Arena

Pour les tournois de water-polo, une structure temporaire, la Water Polo Arena, est construite à proximité de l'Aquatics Centre. Il s'agit, dans l'histoire des Jeux Olympiques d'été, de la première installation exclusivement dédiée au water-polo.
Le site comprend un bassin de compétition de 37 mètres ainsi qu’un plus petit bassin d’échauffement. La capacité d'accueil est de 5 000 spectateurs.
La conception de cette enceinte a été étudiée pour être écologique. Beaucoup des pièces utilisées pour la construction ont été louées, afin de pouvoir être facilement rendues et réutilisées après les Jeux. Les sièges des tribunes sont démontables, les poutres de toit seront démontées, les panneaux d'acier recyclés pour des piscines scolaires. Le revêtement argenté du site est en PVC écologique peut également être recyclé.
La construction a débuté au printemps 2011 et s’est achevée en mai 2012, à temps pour les épreuves tests organisées avant les Jeux.

## Événements

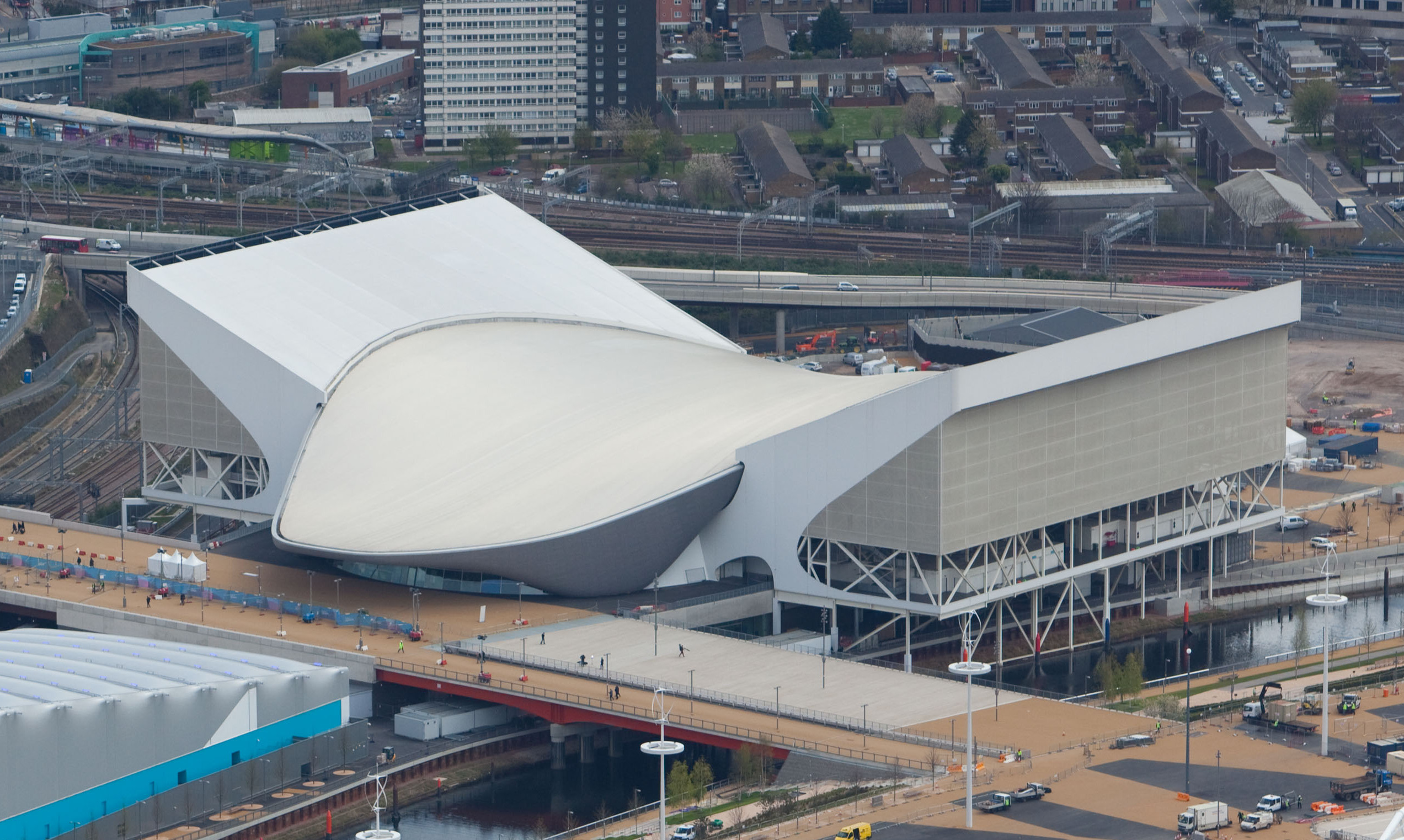
Le centre aquatique en avril 2012.

Pendant l'été 2012, le centre aquatique est utilisé pour les événements olympiques de natation, plongeon, de natation synchronisée et pour la finale du water-polo.
À la suite des Jeux olympiques et paralympiques, l'Aquatics Centre est voué à une utilisation par tous types de publics.
En mars 2012, British Swimming annonce sa candidature pour organiser les Championnats d'Europe de natation 2016 à l’Aquatics Centre.